# District de Neno
Neno est un district de la Région Sud du Malawi.
Sa population est, en 2008, de 107 317 habitants.